# Škoda Rapid (2012)
|  | Per a altres significats, vegeu «Škoda Rapid». |

El Škoda Rapid és un cotxe familiar menut produït pel fabricant txec Škoda. Va ser mostrat en públic per primera volta l'abril de 2012 al Chinese Motor Show de Pequín, semblant molt similar al prototip MissionL de 2011. Al setembre es va mostrar oficialment al Paris Motor Show. Les vendes van començar a Txèquia des del 20 d'octubre de 2012 i van començar a finals de 2012 en altres parts d'Europa occidental i central, amb vendes en els mercats més a l'est programats per començar l'any 2013 a la Xina i a principis de 2014 a Rússia.